# バルザン級ミサイル艇
バルザン級ミサイル艇（英語: Barzan Class Missile Boat）は、カタール海軍のミサイル艇の艦級。イギリスのヴォスパー・ソーニクロフト（VT）社によって4隻が建造された。

## 設計
本級は、1992年6月に4隻が発注され、1996年5月から1997年7月にかけて就役した。設計はVT社のヴィタ型高速戦闘艇（スーパー・ヴァイタ型とする資料もある）を採用しており、先行して建造されたニャヨ級（ケニア海軍）やドーファー級（オマーン海軍）をベースにしたものとなっている。船体形状とナックルラインに特徴がある。
満載排水量は376t、全長は56.3ｍで、船体は鋼鉄製、上部構造物はアルミニウム合金製である。乗員は士官7名を含む35名。
機関にはMTU社の20V538 TB93 ディーゼルエンジン4基（17,705hp）を搭載し、スクリュープロペラ4軸で推進する。機関系には就役当時としては先進的な制御監視システムを採用しており、主機・発電・補機はすべてブリッジ上のコンソールから乗員1名で制御が可能。最大速力は35ノット、航続距離は12ノット時で1,800海里である。

## 装備
兵装は、艦首にオート・メラーラ社（現・レオナルド社）のスーパーラピッド 76mm両用砲を、艦尾にはシグナール社（現・タレス・ネーデルランド社）のゴールキーパー 30mmCIWSを搭載している。また、上甲板の船楼端後方にエグゾセ MM40 ブロック3 艦対艦ミサイルの4連装発射筒2基を舷側に向けて設置している。このほか、マスト後方にミストラル 艦対空ミサイル用のサドラル 6連装発射機がある。
レーダーは、ブリッジの上部にシグナール社のスティング I/Jバンド射撃管制レーダー、マストにトムソンCSF社（現・タレス・ネーデルランド社）のMRR Gバンド対空/対水上捜索レーダーとケルビン・ヒューズ社（現・ヘンゾルトUK社）のタイプ1007 Iバンド航海レーダーを搭載している。また、C4Iシステムとして、シグナール社のSEWACO FD 戦闘情報システムを搭載し、リンクY 戦術データリンクを搭載している。電子戦・対抗装備としては、トムソンCSF社のDR3000S 電波探知機とダッソー社のサラマンドラ ARBB33 ECM装置、CSEE社のダゲー Mk2 チャフ/IRデコイ発射機がある。

## 同型艦
| 番号 | 艦名                       | 建造所                     | 起工       | 進水           | 就役            | 状況 |
| ---- | -------------------------- | -------------------------- | ---------- | -------------- | --------------- | ---- |
| Q04  | バルザン Barzan            | ヴォスパー・ソーニクロフト | 1994年 2月 | 1995年 4月1日  | 1996年 5月9日   | 現役 |
| Q05  | フワル Huwar               | ヴォスパー・ソーニクロフト | 1994年 8月 | 1995年 7月15日 | 1996年 6月10日  | 現役 |
| Q06  | アル・ウデイド Al Udeid    | ヴォスパー・ソーニクロフト | 1995年 3月 | 1996年 3月21日 | 1996年 12月16日 | 現役 |
| Q07  | アル・ディーベル Al Deebel | ヴォスパー・ソーニクロフト | 1995年 8月 | 1996年 8月31日 | 1997年 7月3日   | 現役 |